# Ács Ilona
Ács Ilona, eredetileg Zimmermann Ilona (Budapest, 1920. április 18. – Budapest, 1976. november 2.) úszó.

## Sportpályafutása
1934-től a BSE (Budapest Sport Egyesület), 1939-től a MAC (Magyar Atlétikai Club) úszója volt. 1935 és 1938 között hat alkalommal szerepelt a magyar válogatottban. Elsősorban gyorsúszásban volt eredményes. Részt vett az 1936. évi nyári olimpiai játékokon, ahol a női gyorsváltó tagjaként a 4. helyen végzett. 1938-ban öt számban sikerült magyar bajnoki címet szereznie. Az aktív sportolást 1940-ben fejezte be. 1982. december 12-én, a Magyar Úszó Szövetség alapításának hetvenötödik évfordulóján elnyerte a Magyarország örökös úszóbajnoka címet.

## Sporteredményei
- olimpiai 4. helyezett 
  - 1936, Berlin: 4×100 m gyors (4:48 – Bíró Ágnes, Harsányi Vera, Lenkei Magda)
- Európa-bajnoki 5. helyezett 
  - 1938, London: 100 m gyors (1:09,9)
- tizenháromszoros magyar bajnok:
  - 100 m gyors: 1936, 1938, 1940
  - 200 m gyors: 1938, 1940
  - 400 m gyors: 1938–1940
  - 100 m hát: 1938
  - 150 m vegyes: 1937
  - 200 m vegyes: 1938, 1939
  - 4×100 m gyors: 1936, 1937